# Interlands Egyptisch voetbalelftal 2010-2019
Deze pagina toont een chronologisch en gedetailleerd overzicht van de interlands die het Egyptisch voetbalelftal speelt en heeft gespeeld in de periode 2010 – 2019. In dit decennium nam Egypte vooralsnog deel aan twee edities van het Afrikaans kampioenschap voetbal en won het toernooi in 2010. Egypte wist zich nog niet te plaatsen voor het wereldkampioenschap voetbal. In het najaar van 2013 werden wel de play-offs bereikt voor deelname aan het WK 2014, maar over twee wedstrijden werd verloren van Ghana.

## Interlands

### 2010
|                                                                |                  |       |      |                         |
| 4 januari Vriendschappelijk № 744 «onderlinge duels» 19:00 uur | Egypte           | 1 – 0 | Mali | Al-Rashidstadion, Dubai |
| 4 januari Vriendschappelijk № 744 «onderlinge duels» 19:00 uur | Mohamed Nagy 65' |       |      | Al-Rashidstadion, Dubai |

| Afrikaans kampioenschap |
| ----------------------- |

|                                                                               |                                                  |       |                     | |
| 12 januari Afrikaans kampioenschap Groep B № 745 «onderlinge duels» 17:00 uur | Egypte                                           | 3 – 1 | Nigeria             | Complexo da Sr. da Graça, Benguela Toeschouwers: 18.000 Scheidsrechter: Rajindraparsad Seechurn (MRI) |
| 12 januari Afrikaans kampioenschap Groep B № 745 «onderlinge duels» 17:00 uur | Emad Moteb 34' Ahmed Hassan 54' Mohamed Nagy 87' |       | 12' Chinedu Ogebuke | Complexo da Sr. da Graça, Benguela Toeschouwers: 18.000 Scheidsrechter: Rajindraparsad Seechurn (MRI) |

|                                                                               |                                        |       |            |                                                                                               |
| 16 januari Afrikaans kampioenschap Groep B № 746 «onderlinge duels» 19:30 uur | Egypte                                 | 2 – 0 | Mozambique | Estádio Nacional de Ombaka, Benguela Toeschouwers: 16.000 Scheidsrechter: Kokou Djaoupé (TOG) |
| 16 januari Afrikaans kampioenschap Groep B № 746 «onderlinge duels» 19:30 uur | Dario Khan 47' (e.d.) Mohamed Nagy 81' |       |            | Estádio Nacional de Ombaka, Benguela Toeschouwers: 16.000 Scheidsrechter: Kokou Djaoupé (TOG) |

|                                                                               |                                       |       |       |                                                                                                |
| 20 januari Afrikaans kampioenschap Groep B № 747 «onderlinge duels» 19:30 uur | Egypte                                | 2 – 0 | Benin | Estádio Nacional de Ombaka, Benguela Toeschouwers: 12.500 Scheidsrechter: Daniel Bennett (RSA) |
| 20 januari Afrikaans kampioenschap Groep B № 747 «onderlinge duels» 19:30 uur | Ahmed Al-Muhammadi 7' Emad Moteab 23' |       |       | Estádio Nacional de Ombaka, Benguela Toeschouwers: 12.500 Scheidsrechter: Daniel Bennett (RSA) |

|                                                                                   |                                                    |              |                   |                                                                                              |
| 25 januari Afrikaans kampioenschap Kwartfinale № 748 «onderlinge duels» 16:00 uur | Egypte                                             | 3 – 1 (n.v.) | Kameroen          | Estádio Nacional de Ombaka, Benguela Toeschouwers: 12.000 Scheidsrechter: Jerome Damon (RSA) |
| 25 januari Afrikaans kampioenschap Kwartfinale № 748 «onderlinge duels» 16:00 uur | Ahmed Hassan 37' Mohamed Nagy 92' Ahmed Hassan 94' |              | 26' Achille Emaná | Estádio Nacional de Ombaka, Benguela Toeschouwers: 12.000 Scheidsrechter: Jerome Damon (RSA) |

|                                                                                    |          |                                                                                         |        |                                                                                            |
| 28 januari Afrikaans kampioenschap Halve finale № 749 «onderlinge duels» 20:30 uur | Algerije | 0 – 4                                                                                   | Egypte | Complexo da Sr. da Graça, Benguela Toeschouwers: 25.000 Scheidsrechter: Coffi Codjia (BEN) |
| 28 januari Afrikaans kampioenschap Halve finale № 749 «onderlinge duels» 20:30 uur |          | 39' (pen.) Hosny Abd Rabou 65' Mohamed Zidan 81' Mohamed Abdel-Shafy 90+3' Mohamed Nagy |        | Complexo da Sr. da Graça, Benguela Toeschouwers: 25.000 Scheidsrechter: Coffi Codjia (BEN) |

|                                                                              |       |                  |        |                                                                                           |
| 31 januari Afrikaans kampioenschap Finale № 750 «onderlinge duels» 16:00 uur | Ghana | 0 – 1            | Egypte | Estádio 11 de Novembro, Luanda Toeschouwers: 45.000 Scheidsrechter: Koman Coulibaly (MLI) |
| 31 januari Afrikaans kampioenschap Finale № 750 «onderlinge duels» 16:00 uur |       | 85' Mohamed Nagy |        | Estádio 11 de Novembro, Luanda Toeschouwers: 45.000 Scheidsrechter: Koman Coulibaly (MLI) |

|  |  |  |  |  |  |  |  |  |

|                                                              |                                                             |       |                   |                                                                                  |
| 3 maart Vriendschappelijk № 751 «onderlinge duels» 20:00 uur | Engeland                                                    | 3 – 1 | Egypte            | Wembley Stadium, Londen Toeschouwers: 80.602 Scheidsrechter: Carlos Torres (PAR) |
| 3 maart Vriendschappelijk № 751 «onderlinge duels» 20:00 uur | Peter Crouch 57' Shaun Wright-Phillips 75' Peter Crouch 80' |       | 23' Mohamed Zidan | Wembley Stadium, Londen Toeschouwers: 80.602 Scheidsrechter: Carlos Torres (PAR) |

|                                                                  | |       |                                                                 |                                                                |
| 11 augustus Vriendschappelijk № 752 «onderlinge duels» 20:30 uur | Egypte                                                                                                  | 6 – 3 | Congo-Kinshasa                                                  | Cairo Stadium, Caïro Scheidsrechter: Caleb Amwayi Sikobe (KEN) |
| 11 augustus Vriendschappelijk № 752 «onderlinge duels» 20:30 uur | Ahmed Kamel 2' Ahmed Kamel 34' Ahmed Fathy 41' Mohamed Abou-Trika 44' Ahmed Hassan 49' Mohamed Nagy 66' |       | 16' Yves Diba Ilunga 54' Zola Matumona 69' (pen.) Zola Matumona | Cairo Stadium, Caïro Scheidsrechter: Caleb Amwayi Sikobe (KEN) |

|                                                                             |                       |       |                   |                                                          |
| 5 september Kwalificatie AK 2012 Groep G № 753 «onderlinge duels» 21:30 uur | Egypte                | 1 – 1 | Sierra Leone      | Cairo Stadium, Caïro Scheidsrechter: Badara Diatta (SEN) |
| 5 september Kwalificatie AK 2012 Groep G № 753 «onderlinge duels» 21:30 uur | Mahmoud Fathallah 61' |       | 56' Hadji Bangura | Cairo Stadium, Caïro Scheidsrechter: Badara Diatta (SEN) |

|                                                                            |                   |       |        |                                                                            |
| 10 oktober Kwalificatie AK 2012 Groep G № 754 «onderlinge duels» 15:30 uur | Niger             | 1 – 0 | Egypte | Stade General Seyni Kountche, Niamey Scheidsrechter: Noumandiez Doué (CIV) |
| 10 oktober Kwalificatie AK 2012 Groep G № 754 «onderlinge duels» 15:30 uur | Moussa Maâzou 34' |       |        | Stade General Seyni Kountche, Niamey Scheidsrechter: Noumandiez Doué (CIV) |

|                                                                  |                                                              |       |           |                                                                             |
| 17 november Vriendschappelijk № 755 «onderlinge duels» 19:30 uur | Egypte [                                                     | 3 – 0 | Australië | Cairo Stadium, Caïro Toeschouwers: 30.000 Scheidsrechter: Anton Genov (BUL) |
| 17 november Vriendschappelijk № 755 «onderlinge duels» 19:30 uur | Ahmed El-Zaher 29' Mohamed Nagy 60' Mohamed Zidan 90' (pen.) |       |           | Cairo Stadium, Caïro Toeschouwers: 30.000 Scheidsrechter: Anton Genov (BUL) |

|                                                                  |                                           |       |                   |                                                          |
| 16 december Vriendschappelijk № 756 «onderlinge duels» 17:00 uur | Qatar                                     | 2 – 1 | Egypte            | Khalifa International Stadium, Doha Toeschouwers: 50.000 |
| 16 december Vriendschappelijk № 756 «onderlinge duels» 17:00 uur | Sebastián Soria 21' Wael Gomaa 44' (e.d.) |       | 73' Walid Soliman | Khalifa International Stadium, Doha Toeschouwers: 50.000 |

### 2011
|                                                                        |                                                                                     |       |                  |                                                                                |
| 5 januari Nijlkampioenschap Groep A № 757 «onderlinge duels» 19:15 uur | Egypte                                                                              | 5 – 1 | Tanzania         | Osman Ahmad Osmanstadion, Caïro Scheidsrechter: Mohamed Hussein El Fadil (SUD) |
| 5 januari Nijlkampioenschap Groep A № 757 «onderlinge duels» 19:15 uur | El Sayed Hamdy 4' Mohamed Abou-Trika 11' Nadir Haroub 24' (e.d.) El Sayed Hamdy 57' |       | 82' Rashid Gumbo | Osman Ahmad Osmanstadion, Caïro Scheidsrechter: Mohamed Hussein El Fadil (SUD) |

|                                                                        |                    |       |         |                                                                        |
| 8 januari Nijlkampioenschap Groep A № 758 «onderlinge duels» 19:15 uur | Egypte             | 1 – 0 | Oeganda | Osman Ahmad Osmanstadion, Caïro Scheidsrechter: Musungayi Mpunga (COD) |
| 8 januari Nijlkampioenschap Groep A № 758 «onderlinge duels» 19:15 uur | Mohamed Nagy 90+3' |       |         | Osman Ahmad Osmanstadion, Caïro Scheidsrechter: Musungayi Mpunga (COD) |

|                                                                         |                                                        |       |         |                                                              |
| 11 januari Nijlkampioenschap Groep A № 759 «onderlinge duels» 19:15 uur | Egypte                                                 | 3 – 0 | Burundi | Ismaïliastadion, Ismaïlia Scheidsrechter: Ojwang Osano (KEN) |
| 11 januari Nijlkampioenschap Groep A № 759 «onderlinge duels» 19:15 uur | Mohamed Nagy 1' Ahmed Ali Kamel 10' El Sayed Hamdy 79' |       |         | Ismaïliastadion, Ismaïlia Scheidsrechter: Ojwang Osano (KEN) |

|                                                                              |                                                                                   |       |                  |                                                                    |
| 14 januari Nijlkampioenschap Halve finale № 760 «onderlinge duels» 19:15 uur | Egypte                                                                            | 5 – 1 | Kenia            | Petro Sportstadion, Caïro Scheidsrechter: Onesimo Ndayisenga (BDI) |
| 14 januari Nijlkampioenschap Halve finale № 760 «onderlinge duels» 19:15 uur | Ahmed Belal 13' El Sayed Hamdy 21' Wael Gomaa 25' Ahmed Belal 68' Ahmed Belal 90' |       | 66' Kevin Omondi | Petro Sportstadion, Caïro Scheidsrechter: Onesimo Ndayisenga (BDI) |

|                                                                        |                                                        |       |                          |                                                             |
| 17 januari Nijlkampioenschap Finale № 761 «onderlinge duels» 18:30 uur | Egypte                                                 | 3 – 1 | Oeganda                  | Cairo Stadium, Caïro Scheidsrechter: Musungayi Mpunga (COD) |
| 17 januari Nijlkampioenschap Finale № 761 «onderlinge duels» 18:30 uur | El Sayed Hamdy 38' El Sayed Hamdy 70' Mohamed Nagy 81' |       | 84' (pen.) Ceasar Okhuti | Cairo Stadium, Caïro Scheidsrechter: Musungayi Mpunga (COD) |

|                                                                          |                      |       |        |                                                                                    |
| 26 maart Kwalificatie AK 2012 Groep G № 762 «onderlinge duels» 20:00 uur | Zuid-Afrika          | 1 – 0 | Egypte | Ellispark, Johannesburg Toeschouwers: 55.000 Scheidsrechter: Koman Coulibaly (MLI) |
| 26 maart Kwalificatie AK 2012 Groep G № 762 «onderlinge duels» 20:00 uur | Katlego Mphela 90+3' |       |        | Ellispark, Johannesburg Toeschouwers: 55.000 Scheidsrechter: Koman Coulibaly (MLI) |

|                                                                        |        |       |             |                                                                               |
| 5 juni Kwalificatie AK 2012 Groep G № 763 «onderlinge duels» 20:30 uur | Egypte | 0 – 0 | Zuid-Afrika | Al Salamstadion, Caïro Toeschouwers: 25.000 Scheidsrechter: Slim Jedidi (TUN) |
| 5 juni Kwalificatie AK 2012 Groep G № 763 «onderlinge duels» 20:30 uur |        |       |             | Al Salamstadion, Caïro Toeschouwers: 25.000 Scheidsrechter: Slim Jedidi (TUN) |

|                                                                             |                                             |       |                   |                                                               |
| 3 september Kwalificatie AK 2012 Groep G № 764 «onderlinge duels» 16:00 uur | Sierra Leone                                | 3 – 1 | Egypte            | Nationaal stadion, Freetown Scheidsrechter: Sidi Alioum (CMR) |
| 3 september Kwalificatie AK 2012 Groep G № 764 «onderlinge duels» 16:00 uur | Sheriff Suma 15' Mohamed Bangura 89' (pen.) |       | 45' Marwan Mohsen | Nationaal stadion, Freetown Scheidsrechter: Sidi Alioum (CMR) |

|                                                                           |                                             |       |                   |                                                                             |
| 8 oktober Kwalificatie AK 2012 Groep G № 765 «onderlinge duels» 17:00 uur | Egypte                                      | 3 – 0 | Niger             | Cairo Stadium, Caïro Toeschouwers: 800 Scheidsrechter: Solomon Wokoma (NGR) |
| 8 oktober Kwalificatie AK 2012 Groep G № 765 «onderlinge duels» 17:00 uur | Sheriff Suma 15' Mohamed Bangura 89' (pen.) |       | 45' Marwan Mohsen | Cairo Stadium, Caïro Toeschouwers: 800 Scheidsrechter: Solomon Wokoma (NGR) |

|                                                        |                     |       |        |                                                                                             |
| 14 november Vriendschappelijk № 766 «onderlinge duels» | Brazilië            | 2 – 0 | Egypte | Ahmed bin Alistadion, Ar Rayyan Toeschouwers: 18.000 Scheidsrechter: Banjar Al-Dosari (QAT) |
| 14 november Vriendschappelijk № 766 «onderlinge duels» | Jonas 38' Jonas 59' |       |        | Ahmed bin Alistadion, Ar Rayyan Toeschouwers: 18.000 Scheidsrechter: Banjar Al-Dosari (QAT) |

### 2012
|                                                                  | |       |       |                               |
| 27 februari Vriendschappelijk № 767 «onderlinge duels» 18:00 uur | Egypte | 5 – 0 | Kenia | Thani bin Jassimstadion, Doha |
| 27 februari Vriendschappelijk № 767 «onderlinge duels» 18:00 uur | Mohamed Salah 10' Ahmed Hassan 18' (pen.) Ahmed Eid Abdel-Male 73' (pen.) Ahmed Khairy 83' Ahmed Abdel-Zaher 90' |       |       | Thani bin Jassimstadion, Doha |

|                                                                  |                           |       |       |                               |
| 29 februari Vriendschappelijk № 768 «onderlinge duels» 18:15 uur | Egypte                    | 1 – 0 | Niger | Thani bin Jassimstadion, Doha |
| 29 februari Vriendschappelijk № 768 «onderlinge duels» 18:15 uur | Hosny Abd-Rabo 22' (pen.) |       |       | Thani bin Jassimstadion, Doha |

|                                                              |        |       |                |                                                   |
| 2 maart Vriendschappelijk № 769 «onderlinge duels» 19:15 uur | Egypte | 0 – 0 | Congo-Kinshasa | Thani bin Jassimstadion, Doha Toeschouwers: 1.500 |
| 2 maart Vriendschappelijk № 769 «onderlinge duels» 19:15 uur |        |       |                | Thani bin Jassimstadion, Doha Toeschouwers: 1.500 |

|                                                               |                                            |       |                   |                           |
| 29 maart Vriendschappelijk № 770 «onderlinge duels» 20:00 uur | Egypte                                     | 2 – 1 | Oeganda           | Khartoemstadion, Khartoem |
| 29 maart Vriendschappelijk № 770 «onderlinge duels» 20:00 uur | Mohamed Salah 60' Mohamed Abou-Trika 90+2' |       | 35' Fabian Kizito | Khartoemstadion, Khartoem |

|                                                               |                                                                                 |       |        |                           |
| 31 maart Vriendschappelijk № 771 «onderlinge duels» 19:00 uur | Egypte                                                                          | 4 – 0 | Tsjaad | Khartoemstadion, Khartoem |
| 31 maart Vriendschappelijk № 771 «onderlinge duels» 19:00 uur | Mohamed Salah 31' Ahmed Khairy 44' Hassan Hissein 89' (e.d.) Ahmed Hassan 90+1' |       |        | Khartoemstadion, Khartoem |

|                                                               |                                                                   |       |                              |                                             |
| 12 april Vriendschappelijk № 772 «onderlinge duels» 19:00 uur | Egypte                                                            | 3 – 2 | Nigeria                      | Maktoum Bin Rashid Al Maktoumstadion, Dubai |
| 12 april Vriendschappelijk № 772 «onderlinge duels» 19:00 uur | Ahmed Temsah 25' Mohamed Abou-Trika 33' (pen.) Ahmed Hassan 90+2' |       | 13' Sunday Mba 43' Uche Kalu | Maktoum Bin Rashid Al Maktoumstadion, Dubai |

|                                                               |                                                          |       |            |                         |
| 15 april Vriendschappelijk № 773 «onderlinge duels» 19:00 uur | Egypte                                                   | 3 – 0 | Mauritanië | Al-Rashidstadion, Dubai |
| 15 april Vriendschappelijk № 773 «onderlinge duels» 19:00 uur | Mohamed Nagy 24' Mohamed Nagy 29' Emad Moteab 39' (pen.) |       |            | Al-Rashidstadion, Dubai |

|                                                               |      |       |        |                                             |
| 17 april Vriendschappelijk № 774 «onderlinge duels» 19:00 uur | Irak | 0 – 0 | Egypte | Maktoum Bin Rashid Al Maktoumstadion, Dubai |
| 17 april Vriendschappelijk № 774 «onderlinge duels» 19:00 uur |      |       |        | Maktoum Bin Rashid Al Maktoumstadion, Dubai |

|                                                             |                        |       |                                                                  |                                                                          |
| 11 mei Vriendschappelijk № 775 «onderlinge duels» 19:00 uur | Libanon                | 1 – 4 | Egypte                                                           | Tripoli Municipal Stadium, Tripoli Scheidsrechter: Radwan Ghandour (LIB) |
| 11 mei Vriendschappelijk № 775 «onderlinge duels» 19:00 uur | Ahmed Zreik 30' (pen.) |       | 4' Ahmed Said 19' Ahmed Hassan 44' Ahmed Temsah 53' Ahmed Khairy | Tripoli Municipal Stadium, Tripoli Scheidsrechter: Radwan Ghandour (LIB) |

|                                                             |                                                    |       |                          |                              |
| 20 mei Vriendschappelijk № 776 «onderlinge duels» 18:30 uur | Egypte                                             | 2 – 1 | Kameroen                 | Al-Merreikhstadion, Omdurman |
| 20 mei Vriendschappelijk № 776 «onderlinge duels» 18:30 uur | Ahmed Elmohamady 41' Mohamed Abou-Trika 80' (pen.) |       | 75' (pen.) Ebanga Bertin | Al-Merreikhstadion, Omdurman |

|                                                             |                                                      |       |      |                              |
| 22 mei Vriendschappelijk № 777 «onderlinge duels» 18:30 uur | Egypte                                               | 3 – 0 | Togo | Al-Merreikhstadion, Omdurman |
| 22 mei Vriendschappelijk № 777 «onderlinge duels» 18:30 uur | Mohamed Nagy 26' Mohamed Salah 51' Mohamed Salah 86' |       |      | Al-Merreikhstadion, Omdurman |

|                                                                        |                                         |       |            |                                                                                       |
| 1 juni Kwalificatie WK 2014 Groep G № 778 «onderlinge duels» 20:00 uur | Egypte                                  | 2 – 0 | Mozambique | Borg El Arabstadion, Alexandrië Toeschouwers: 0 Scheidsrechter: Sylvester Kirwa (KEN) |
| 1 juni Kwalificatie WK 2014 Groep G № 778 «onderlinge duels» 20:00 uur | Mahmoud Fathallah 56' Mohamed Zidan 63' |       |            | Borg El Arabstadion, Alexandrië Toeschouwers: 0 Scheidsrechter: Sylvester Kirwa (KEN) |

|                                                                         |                                                 |       |                                                                      |                                                                                       |
| 10 juni Kwalificatie WK 2014 Groep G № 779 «onderlinge duels» 17:00 uur | Guinee                                          | 2 – 3 | Egypte                                                               | Stade du 28 Septembre, Conakry Toeschouwers: 14.000 Scheidsrechter: Sidi Alioum (CMR) |
| 10 juni Kwalificatie WK 2014 Groep G № 779 «onderlinge duels» 17:00 uur | Abdoul Camara 20' (pen.) Alhassane Bangoura 88' |       | 58' Mohamed Abo Treka 66' (pen.) Mohamed Abo Treka 90' Mohamed Salah | Stade du 28 Septembre, Conakry Toeschouwers: 14.000 Scheidsrechter: Sidi Alioum (CMR) |

|                                                                              |                                    |       |                                                   |                                                                                       |
| 15 juni Kwalificatie AK 2013 Eerste ronde № 780 «onderlinge duels» 20:00 uur | Egypte                             | 2 – 3 | Centraal-Afrikaanse Republiek                     | Borg El Arabstadion, Alexandrië Toeschouwers: 0 Scheidsrechter: Djamel Haimoudi (ALG) |
| 15 juni Kwalificatie AK 2013 Eerste ronde № 780 «onderlinge duels» 20:00 uur | Mohamed Zidan 9' Mohamed Salah 48' |       | 25' Hilaire Momi 62' Hilaire Momi 69' David Manga | Borg El Arabstadion, Alexandrië Toeschouwers: 0 Scheidsrechter: Djamel Haimoudi (ALG) |

|                                                                              |                               |       |                 |                                                                       |
| 30 juni Kwalificatie AK 2013 Eerste ronde № 781 «onderlinge duels» 15:00 uur | Centraal-Afrikaanse Republiek | 1 – 1 | Egypte          | Barthelemy Bogandastadion, Bangui Scheidsrechter: Badara Diatta (SEN) |
| 30 juni Kwalificatie AK 2013 Eerste ronde № 781 «onderlinge duels» 15:00 uur | Foxi Kéthévoama 33'           |       | 71' Emad Moteab | Barthelemy Bogandastadion, Bangui Scheidsrechter: Badara Diatta (SEN) |

|                                                                  |                          |       |                  |                                                              |
| 15 augustus Vriendschappelijk № 782 «onderlinge duels» 21:30 uur | Oman                     | 1 – 1 | Egypte           | Al-Saadastadion, Salalah Scheidsrechter: Ali Abdulnabi (BHR) |
| 15 augustus Vriendschappelijk № 782 «onderlinge duels» 21:30 uur | Abdulaziz Al-Muqbali 90' |       | 60' Ahmed Hassan | Al-Saadastadion, Salalah Scheidsrechter: Ali Abdulnabi (BHR) |

|                                                                 |                                                                |       |                   |                            |
| 12 oktober Vriendschappelijk № 783 «onderlinge duels» 18:00 uur | Egypte                                                         | 3 – 0 | Congo-Brazzaville | Al-Sharjahstadion, Sharjah |
| 12 oktober Vriendschappelijk № 783 «onderlinge duels» 18:00 uur | Mohamed Abou-Trika 40' Mohamed Nagy 44' Mohamed Abou-Trika 48' |       |                   | Al-Sharjahstadion, Sharjah |

|                                                                 |        |                      |         |                                                                                            |
| 16 oktober Vriendschappelijk № 784 «onderlinge duels» 18:00 uur | Egypte | 0 – 1                | Tunesië | Sheikh Zayedstadion, Abu Dhabi Toeschouwers: 40.000 Scheidsrechter: Ammar Al-Jeneibi (VAE) |
| 16 oktober Vriendschappelijk № 784 «onderlinge duels» 18:00 uur |        | 19' Zouheïr Dhaouadi |         | Sheikh Zayedstadion, Abu Dhabi Toeschouwers: 40.000 Scheidsrechter: Ammar Al-Jeneibi (VAE) |

|                                                                  |         |       |        |                                                                                           |
| 14 november Vriendschappelijk № 785 «onderlinge duels» 15:00 uur | Georgië | 0 – 0 | Egypte | Micheil Meschistadion, Tbilisi Toeschouwers: 4.000 Scheidsrechter: Andris Treimanis (LAT) |
| 14 november Vriendschappelijk № 785 «onderlinge duels» 15:00 uur |         |       |        | Micheil Meschistadion, Tbilisi Toeschouwers: 4.000 Scheidsrechter: Andris Treimanis (LAT) |

|                                                                  |       |                                     |        |                               |
| 28 december Vriendschappelijk № 786 «onderlinge duels» 18:30 uur | Qatar | 0 – 2                               | Egypte | Thani bin Jassimstadion, Doha |
| 28 december Vriendschappelijk № 786 «onderlinge duels» 18:30 uur |       | 28' El Sayed Hamdy 56' Mohamed Nagy |        | Thani bin Jassimstadion, Doha |

### 2013
|                                                                 |                                                                 |       |        |                                                                                         |
| 10 januari Vriendschappelijk № 787 «onderlinge duels» 20:00 uur | Ghana                                                           | 3 – 0 | Egypte | Sheikh Zayedstadion, Abu Dhabi Toeschouwers: 5.000 Scheidsrechter: Mohamed Hassan (VAE) |
| 10 januari Vriendschappelijk № 787 «onderlinge duels» 20:00 uur | Emmanuel Agyemang-Badu 18' Richmond Boakye 54' Asamoah Gyan 83' |       |        | Sheikh Zayedstadion, Abu Dhabi Toeschouwers: 5.000 Scheidsrechter: Mohamed Hassan (VAE) |

|                                                                 |                                                                        |       |                                        |                                                                                              |
| 14 januari Vriendschappelijk № 788 «onderlinge duels» 18:30 uur | Ivoorkust                                                              | 4 – 2 | Egypte                                 | Al-Nahyanstadion, Abu Dhabi Toeschouwers: 2.300 Scheidsrechter: Hamad Al Shaikh Hashmi (VAE) |
| 14 januari Vriendschappelijk № 788 «onderlinge duels» 18:30 uur | Gervinho 38' (pen.) Lacina Traoré 40' Gervinho 53' Didier Ya Konan 82' |       | 19' Mohamed Abo Treka 60' Mohamed Nagy | Al-Nahyanstadion, Abu Dhabi Toeschouwers: 2.300 Scheidsrechter: Hamad Al Shaikh Hashmi (VAE) |

|                                                                 |                                       |       |                   |                                                                                              |
| 6 februari Vriendschappelijk № 789 «onderlinge duels» 18:00 uur | Chili                                 | 2 – 1 | Egypte            | Estadio Vicente Calderón, Madrid Toeschouwers: 3.000 Scheidsrechter: Fernando Teixeira (ESP) |
| 6 februari Vriendschappelijk № 789 «onderlinge duels» 18:00 uur | Eduardo Vargas 60' Carlos Carmona 66' |       | 88' Mohamed Salah | Estadio Vicente Calderón, Madrid Toeschouwers: 3.000 Scheidsrechter: Fernando Teixeira (ESP) |

|                                                              |                                                        |       |               |                                                             |
| 7 maart Vriendschappelijk № 790 «onderlinge duels» 17:30 uur | Qatar                                                  | 3 – 1 | Egypte        | Thani bin Jassimstadion, Doha Scheidsrechter: Ning Ma (CHN) |
| 7 maart Vriendschappelijk № 790 «onderlinge duels» 17:30 uur | Abdelkarim Hassan 29' Ibrahim Majid 54' Yousef Ali 90' |       | 3' Rami Rabia | Thani bin Jassimstadion, Doha Scheidsrechter: Ning Ma (CHN) |

|                                                               | |        |           |                                                                           |
| 22 maart Vriendschappelijk № 791 «onderlinge duels» 18:30 uur | Egypte | 10 – 0 | Swaziland | Borg El Arabstadion, Alexandrië Scheidsrechter: Mohamed Ben Hassana (TUN) |
| 22 maart Vriendschappelijk № 791 «onderlinge duels» 18:30 uur | Mohamed Ibrahim 5' Mohamed Salah 14' Mohamed Salah 45' Ahmed Eid Abdel-Malek 47' Ahmed Hassan 60' Ahmed Hamoudi 63' Ahmed Gaafar 71' Ahmed Eid Abdel-Malek 79' Ahmed Hassan 89' Ahmed Gaafar 90+2' |        |           | Borg El Arabstadion, Alexandrië Scheidsrechter: Mohamed Ben Hassana (TUN) |

|                                                                          |                                      |       |                      |                                                                                          |
| 26 maart Kwalificatie WK 2014 Groep G № 792 «onderlinge duels» 18:00 uur | Egypte                               | 2 – 1 | Zimbabwe             | Borg El Arabstadion, Alexandrië Toeschouwers: 10.000 Scheidsrechter: Badara Diatta (SEN) |
| 26 maart Kwalificatie WK 2014 Groep G № 792 «onderlinge duels» 18:00 uur | Mohamed Ibrahim 5' Mohamed Salah 14' |       | 74' Knowledge Musona | Borg El Arabstadion, Alexandrië Toeschouwers: 10.000 Scheidsrechter: Badara Diatta (SEN) |

|                                                             |                  |       |                         |                                                           |
| 4 juni Vriendschappelijk № 793 «onderlinge duels» 18:00 uur | Egypte           | 1 – 1 | Botswana                | Cairo Stadium, Caïro Scheidsrechter: Mokhtar Amalou (ALG) |
| 4 juni Vriendschappelijk № 793 «onderlinge duels» 18:00 uur | Ahmed Hegazy 37' |       | 5' Jerome Ramatlhakwane | Cairo Stadium, Caïro Scheidsrechter: Mokhtar Amalou (ALG) |

|                                                                        |                                          |       |                                                                            |                                                                                     |
| 9 juni Kwalificatie WK 2014 Groep G № 794 «onderlinge duels» 15:00 uur | Zimbabwe                                 | 2 – 4 | Egypte                                                                     | Nationaal stadion, Harare Toeschouwers: 40.000 Scheidsrechter: Bakary Gassama (GAM) |
| 9 juni Kwalificatie WK 2014 Groep G № 794 «onderlinge duels» 15:00 uur | Knowledge Musona 21' Lincoln Zvasiya 81' |       | 5' Mohamed Abo Treka 40' Mohamed Salah 76' Mohamed Salah 83' Mohamed Salah | Nationaal stadion, Harare Toeschouwers: 40.000 Scheidsrechter: Bakary Gassama (GAM) |

|                                                                         |            |                   |        |                                                                                     |
| 16 juni Kwalificatie WK 2014 Groep G № 795 «onderlinge duels» 15:00 uur | Mozambique | 0 – 1             | Egypte | Estádio da Machava, Maputo Toeschouwers: 25.000 Scheidsrechter: Janny Sikazwe (ZAM) |
| 16 juni Kwalificatie WK 2014 Groep G № 795 «onderlinge duels» 15:00 uur |            | 40' Mohamed Salah |        | Estádio da Machava, Maputo Toeschouwers: 25.000 Scheidsrechter: Janny Sikazwe (ZAM) |

|                                                                  |                                                      |       |         |                           |
| 14 augustus Vriendschappelijk № 796 «onderlinge duels» 16:30 uur | Egypte 3 s                                           | 3 – 0 | Oeganda | El Gounastadion, El Gouna |
| 14 augustus Vriendschappelijk № 796 «onderlinge duels» 16:30 uur | Ahmed Hassan 27' Mohamed Salah 57' Ibrahim Salah 83' |       |         | El Gounastadion, El Gouna |

|                                                                              |                                                                              |       |                                           |                                                                                     |
| 10 september Kwalificatie WK 2014 Groep G № 797 «onderlinge duels» 16:00 uur | Egypte                                                                       | 4 – 2 | Guinee                                    | El Gounastadion, El Gouna Toeschouwers: 15.000 Scheidsrechter: Bamlak Tessema (ETH) |
| 10 september Kwalificatie WK 2014 Groep G № 797 «onderlinge duels» 16:00 uur | Hossam Ghaly 38' Mohamed Abo Treka 51' (pen.) Mohamed Salah 83' Amr Zaki 87' |       | 4' (e.d.) Adam El-Abd 57' Seydouba Soumah | El Gounastadion, El Gouna Toeschouwers: 15.000 Scheidsrechter: Bamlak Tessema (ETH) |

|                                                                   |                                         |       |         |                       |
| 30 september Vriendschappelijk № 798 «onderlinge duels» 15:00 uur | Egypte                                  | 2 – 0 | Oeganda | 30 Junistadion, Caïro |
| 30 september Vriendschappelijk № 798 «onderlinge duels» 15:00 uur | Ahmed Eid Abdel-Malek 7' Hazem Emam 68' |       |         | 30 Junistadion, Caïro |

|                                                                             | |       |                              |                                                                                        |
| 15 oktober Kwalificatie WK 2014 Play-off № 799 «onderlinge duels» 16:00 uur | Ghana | 6 – 1 | Egypte                       | Baba Yarastadion, Kumasi Toeschouwers: 38.000 Scheidsrechter: Bouchaïb El Ahrach (MAR) |
| 15 oktober Kwalificatie WK 2014 Play-off № 799 «onderlinge duels» 16:00 uur | Asamoah Gyan 5' Wael Gomaa 22' (e.d.) Waris Majeed 44' Asamoah Gyan 53' Sulley Muntari 72' (pen.) Christian Atsu 89' |       | 41' (pen.) Mohamed Abo Treka | Baba Yarastadion, Kumasi Toeschouwers: 38.000 Scheidsrechter: Bouchaïb El Ahrach (MAR) |

|                                                                  |                            |       |        |                                                             |
| 14 november Vriendschappelijk № 800 «onderlinge duels» 17:00 uur | Egypte                     | 2 – 0 | Zambia | 30 Junistadion, Caïro Scheidsrechter: Fahad Al-Kassar (VAE) |
| 14 november Vriendschappelijk № 800 «onderlinge duels» 17:00 uur | Amr Zaki 8' Rami Rabia 23' |       |        | 30 Junistadion, Caïro Scheidsrechter: Fahad Al-Kassar (VAE) |

|                                                                              |                               |       |                          |                                                                                 |
| 19 november Kwalificatie WK 2014 Play-off № 801 «onderlinge duels» 18:00 uur | Egypte                        | 2 – 1 | Ghana                    | Cairo Stadium, Caïro Toeschouwers: 38.000 Scheidsrechter: Noumandiez Doué (CIV) |
| 19 november Kwalificatie WK 2014 Play-off № 801 «onderlinge duels» 18:00 uur | Amr Zaki 25' Mohamed Nagy 84' |       | 79' Kevin-Prince Boateng | Cairo Stadium, Caïro Toeschouwers: 38.000 Scheidsrechter: Noumandiez Doué (CIV) |

### 2014
|                                                              |                                    |       |                       |                                                                                 |
| 5 maart Vriendschappelijk № 802 «onderlinge duels» 18:30 uur | Egypte                             | 2 – 0 | Bosnië en Herzegovina | Tivoli Neu, Innsbruck Toeschouwers: 10.000 Scheidsrechter: Markus Hameter (AUT) |
| 5 maart Vriendschappelijk № 802 «onderlinge duels» 18:30 uur | Mohamed Nagy 52' Mohamed Salah 64' |       |                       | Tivoli Neu, Innsbruck Toeschouwers: 10.000 Scheidsrechter: Markus Hameter (AUT) |

|                                                             |                                                        |       |                                    |                                                                                       |
| 30 mei Vriendschappelijk № 803 «onderlinge duels» 20:30 uur | Chili                                                  | 3 – 2 | Egypte                             | Estadio Nacional, Santiago Toeschouwers: 32.000 Scheidsrechter: Óscar Maldonado (BOL) |
| 30 mei Vriendschappelijk № 803 «onderlinge duels» 20:30 uur | Marcelo Díaz 25' Eduardo Vargas 60' Eduardo Vargas 77' |       | 12' Mohamed Salah 16' Khaled Kamar | Estadio Nacional, Santiago Toeschouwers: 32.000 Scheidsrechter: Óscar Maldonado (BOL) |

|                                                             |                                  |       |                                   |                                                                                    |
| 4 juni Vriendschappelijk № 804 «onderlinge duels» 20:00 uur | Jamaica                          | 2 – 2 | Egypte                            | Matchroom Stadium, Leyton Toeschouwers: 2.203 Scheidsrechter: Anthony Taylor (ENG) |
| 4 juni Vriendschappelijk № 804 «onderlinge duels» 20:00 uur | Simon Dawkins 27' Joel Grant 38' |       | 5' Mohamed Elneny 72' Basem Morsy | Matchroom Stadium, Leyton Toeschouwers: 2.203 Scheidsrechter: Anthony Taylor (ENG) |

|                                                                  |               |       |       |                                                                   |
| 30 augustus Vriendschappelijk № 805 «onderlinge duels» 20:00 uur | Egypte        | 1 – 0 | Kenia | Aswanstadion, Aswan Scheidsrechter: Mohamed Abdallah Hassan (VAE) |
| 30 augustus Vriendschappelijk № 805 «onderlinge duels» 20:00 uur | Amr Gamal 55' |       |       | Aswanstadion, Aswan Scheidsrechter: Mohamed Abdallah Hassan (VAE) |

|                                                                             |                               |       |        |                                                                          |
| 5 september Kwalificatie AK 2015 Groep G № 806 «onderlinge duels» 20:00 uur | Senegal                       | 2 – 0 | Egypte | Stade Léopold Sédar Senghor, Dakar Scheidsrechter: Koman Coulibaly (MLI) |
| 5 september Kwalificatie AK 2015 Groep G № 806 «onderlinge duels» 20:00 uur | Mame Diouf 17' Sadio Mané 45' |       |        | Stade Léopold Sédar Senghor, Dakar Scheidsrechter: Koman Coulibaly (MLI) |

|                                                                              |        |                             |         |                                                                                |
| 10 september Kwalificatie AK 2015 Groep G № 807 «onderlinge duels» 21:00 uur | Egypte | 0 – 1                       | Tunesië | Cairo Stadium, Caïro Toeschouwers: 15.000 Scheidsrechter: Bakary Gassama (GAM) |
| 10 september Kwalificatie AK 2015 Groep G № 807 «onderlinge duels» 21:00 uur |        | 14' Fakhreddine Ben Youssef |         | Cairo Stadium, Caïro Toeschouwers: 15.000 Scheidsrechter: Bakary Gassama (GAM) |

|                                                                            |          |                                      |        |                                                                  |
| 10 oktober Kwalificatie AK 2015 Groep G № 808 «onderlinge duels» 18:30 uur | Botswana | 0 – 2                                | Egypte | Nationaal stadion, Gaborone Scheidsrechter: Bakary Gassama (GAM) |
| 10 oktober Kwalificatie AK 2015 Groep G № 808 «onderlinge duels» 18:30 uur |          | 56' Mohamed Elneny 62' Mohamed Salah |        | Nationaal stadion, Gaborone Scheidsrechter: Bakary Gassama (GAM) |

|                                                                            |                                 |       |          |                                                                                |
| 15 oktober Kwalificatie AK 2015 Groep G № 809 «onderlinge duels» 19:00 uur | Egypte                          | 2 – 0 | Botswana | Cairo Stadium, Caïro Toeschouwers: 10.000 Scheidsrechter: Bienvenu Sinko (CIV) |
| 15 oktober Kwalificatie AK 2015 Groep G № 809 «onderlinge duels» 19:00 uur | Amr Gamal 52' Mohamed Salah 72' |       |          | Cairo Stadium, Caïro Toeschouwers: 10.000 Scheidsrechter: Bienvenu Sinko (CIV) |

|                                                                             |        |               |         |                                                                             |
| 15 november Kwalificatie AK 2015 Groep G № 810 «onderlinge duels» 18:00 uur | Egypte | 0 – 1         | Senegal | Cairo Stadium, Caïro Toeschouwers: 20.000 Scheidsrechter: Sidi Alioum (CMR) |
| 15 november Kwalificatie AK 2015 Groep G № 810 «onderlinge duels» 18:00 uur |        | 8' Mame Diouf |         | Cairo Stadium, Caïro Toeschouwers: 20.000 Scheidsrechter: Sidi Alioum (CMR) |

|                                                                             |                                       |       |                   |                                                                                                |
| 19 november Kwalificatie AK 2015 Groep G № 811 «onderlinge duels» 20:00 uur | Tunesië                               | 2 – 1 | Egypte            | Mustapha Ben Jannetstadion, Monastir Toeschouwers: 6.000 Scheidsrechter: Noumandiez Doué (CIV) |
| 19 november Kwalificatie AK 2015 Groep G № 811 «onderlinge duels» 20:00 uur | Yacine Chikhaoui 52' Wahbi Khazri 80' |       | 14' Mohamed Salah | Mustapha Ben Jannetstadion, Monastir Toeschouwers: 6.000 Scheidsrechter: Noumandiez Doué (CIV) |

### 2015
|                                                               |                                      |       |                    |                                                                                  |
| 26 maart Vriendschappelijk № 812 «onderlinge duels» 17:00 uur | Egypte                               | 2 – 0 | Equatoriaal-Guinea | Petro Sportstadion, Caïro Toeschouwers: 0 Scheidsrechter: Mahmoud El Banna (EGY) |
| 26 maart Vriendschappelijk № 812 «onderlinge duels» 17:00 uur | Basem Morsy 86' Mahmoud Hassan 90+5' |       |                    | Petro Sportstadion, Caïro Toeschouwers: 0 Scheidsrechter: Mahmoud El Banna (EGY) |

|                                                             |                                       |       |                |                                                                                    |
| 8 juni Vriendschappelijk № 813 «onderlinge duels» 18:00 uur | Egypte                                | 2 – 1 | Malawi         | Borg El Arabstadion, Alexandrië Toeschouwers: 0 Scheidsrechter: Ibrahim Nour (EGY) |
| 8 juni Vriendschappelijk № 813 «onderlinge duels» 18:00 uur | Ahmed Mekky 19' Mohamed El Gabbas 47' |       | 64' John Banda | Borg El Arabstadion, Alexandrië Toeschouwers: 0 Scheidsrechter: Ibrahim Nour (EGY) |

|                                                                             |                   |       |                                                                                      |                                                                                      |
| 6 september Kwalificatie AK 2017 Groep G № 814 «onderlinge duels» 15:30 uur | Tsjaad            | 1 – 5 | Egypte                                                                               | Stade Omnisports Idriss Mahamat Ouya, N'djamena Scheidsrechter: Bienvenu Sinko (CIV) |
| 6 september Kwalificatie AK 2017 Groep G № 814 «onderlinge duels» 15:30 uur | Nadjim Haroun 38' |       | 2' Basem Morsy 25' Basem Morsy 40' Mohamed Salah 56' Mahmoud Kahraba 62' Basem Morsy | Stade Omnisports Idriss Mahamat Ouya, N'djamena Scheidsrechter: Bienvenu Sinko (CIV) |

|                                                                 |                                                  |       |        | |
| 11 oktober Vriendschappelijk № 815 «onderlinge duels» 19:00 uur | Egypte                                           | 3 – 0 | Zambia | Mohammed Bin Zayedstadion, Abu Dhabi Toeschouwers: 4.000 Scheidsrechter: Mohamed Ismail Al-Zarouni (VAE) |
| 11 oktober Vriendschappelijk № 815 «onderlinge duels» 19:00 uur | Ahmed Hassan 2' Ahmed Hassan 48' Amr Gamal 90+4' |       |        | Mohammed Bin Zayedstadion, Abu Dhabi Toeschouwers: 4.000 Scheidsrechter: Mohamed Ismail Al-Zarouni (VAE) |

|                                                                                  |                         |       |        | |
| 14 november Kwalificatie WK 2018 Tweede ronde № 816 «onderlinge duels» 15:30 uur | Tsjaad                  | 1 – 0 | Egypte | Stade Omnisports Idriss Mahamat Ouya, N'djamena Toeschouwers: 10.000 Scheidsrechter: Ferdinand Udoh (NGR) |
| 14 november Kwalificatie WK 2018 Tweede ronde № 816 «onderlinge duels» 15:30 uur | Ezechiel N'Douassel 73' |       |        | Stade Omnisports Idriss Mahamat Ouya, N'djamena Toeschouwers: 10.000 Scheidsrechter: Ferdinand Udoh (NGR) |

|                                                                                  |                                                                       |       |        |                                                                                               |
| 17 november Kwalificatie WK 2018 Tweede ronde № 817 «onderlinge duels» 18:30 uur | Egypte                                                                | 4 – 0 | Tsjaad | Borg El Arabstadion, Alexandrië Toeschouwers: 35.000 Scheidsrechter: Thierry Nkurunziza (BDI) |
| 17 november Kwalificatie WK 2018 Tweede ronde № 817 «onderlinge duels» 18:30 uur | Mohamed Elneny 5' Abdallah Said 10' Ahmed Hassan 35' Ahmed Hassan 39' |       |        | Borg El Arabstadion, Alexandrië Toeschouwers: 35.000 Scheidsrechter: Thierry Nkurunziza (BDI) |

### 2016
|                                                                 |        |                 |          |                                                                                 |
| 27 januari Vriendschappelijk № 818 «onderlinge duels» 17:00 uur | Egypte | 0 – 1           | Jordanië | Aswanstadion, Aswan Toeschouwers: 12.000 Scheidsrechter: Mahmoud El Banna (EGY) |
| 27 januari Vriendschappelijk № 818 «onderlinge duels» 17:00 uur |        | 19' Ahmed Saleh |          | Aswanstadion, Aswan Toeschouwers: 12.000 Scheidsrechter: Mahmoud El Banna (EGY) |

|                                                                  |                                                  |       |              |                                                                                        |
| 27 februari Vriendschappelijk № 819 «onderlinge duels» 17:00 uur | Egypte                                           | 2 – 0 | Burkina Faso | Borg El Arabstadion, Alexandrië Toeschouwers: 1.000 Scheidsrechter: Ibrahim Nour (EGY) |
| 27 februari Vriendschappelijk № 819 «onderlinge duels» 17:00 uur | Abdallah El Said 24' Abdallah El Said 58' (pen.) |       |              | Borg El Arabstadion, Alexandrië Toeschouwers: 1.000 Scheidsrechter: Ibrahim Nour (EGY) |

|                                                                          |                 |       |                   |                                                                                      |
| 25 maart Kwalificatie AK 2017 Groep G № 820 «onderlinge duels» 16:00 uur | Nigeria         | 1 – 1 | Egypte            | Ahmadu-Bellostadion, Kaduna Toeschouwers: 40.000 Scheidsrechter: Janny Sikazwe (ZAM) |
| 25 maart Kwalificatie AK 2017 Groep G № 820 «onderlinge duels» 16:00 uur | Peter Etebo 60' |       | 90' Mohamed Salah | Ahmadu-Bellostadion, Kaduna Toeschouwers: 40.000 Scheidsrechter: Janny Sikazwe (ZAM) |

|                                                                          |                   |       |         |                                                                                           |
| 29 maart Kwalificatie AK 2017 Groep G № 821 «onderlinge duels» 19:00 uur | Egypte            | 1 – 0 | Nigeria | Borg El Arabstadion, Alexandrië Toeschouwers: 65.000 Scheidsrechter: Daniel Bennett (RSA) |
| 29 maart Kwalificatie AK 2017 Groep G № 821 «onderlinge duels» 19:00 uur | Ramadan Sobhi 65' |       |         | Borg El Arabstadion, Alexandrië Toeschouwers: 65.000 Scheidsrechter: Daniel Bennett (RSA) |

|                                                                        |          |                                     |        |                                                                               |
| 4 juni Kwalificatie AK 2017 Groep G № 822 «onderlinge duels» 16:00 uur | Tanzania | 0 – 2                               | Egypte | Benjamin Mkapastadion, Dar es Salaam Scheidsrechter: Eric Otogo-Castane (GAB) |
| 4 juni Kwalificatie AK 2017 Groep G № 822 «onderlinge duels» 16:00 uur |          | 44' Mohamed Salah 59' Mohamed Salah |        | Benjamin Mkapastadion, Dar es Salaam Scheidsrechter: Eric Otogo-Castane (GAB) |

|                                                                  |                    |       |                        |                                                                                        |
| 30 augustus Vriendschappelijk № 823 «onderlinge duels» 20:30 uur | Egypte             | 1 – 1 | Guinee                 | Borg El Arabstadion, Alexandrië Toeschouwers: 5.000 Scheidsrechter: Gehad Grisha (EGY) |
| 30 augustus Vriendschappelijk № 823 «onderlinge duels» 20:30 uur | Mahmoud Hassan 36' |       | 68' Alhassane Bangoura | Borg El Arabstadion, Alexandrië Toeschouwers: 5.000 Scheidsrechter: Gehad Grisha (EGY) |

|                                                                  |                |       |        |                                                                                        |
| 6 september Vriendschappelijk № 824 «onderlinge duels» 18:00 uur | Zuid-Afrika    | 1 – 0 | Egypte | Orlando Stadium, Johannesburg Toeschouwers: 19.000 Scheidsrechter: Davies Omweno (KEN) |
| 6 september Vriendschappelijk № 824 «onderlinge duels» 18:00 uur | Mpho Makola 7' |       |        | Orlando Stadium, Johannesburg Toeschouwers: 19.000 Scheidsrechter: Davies Omweno (KEN) |

|                                                                           |                   |       |                                        |                                                                             |
| 9 oktober Kwalificatie WK 2018 Groep E № 825 «onderlinge duels» 15:30 uur | Congo-Brazzaville | 1 – 2 | Egypte                                 | Stade Municipal de Kintélé, Brazzaville Scheidsrechter: Denis Dembélé (CIV) |
| 9 oktober Kwalificatie WK 2018 Groep E № 825 «onderlinge duels» 15:30 uur | Férébory Doré 24' |       | 41' Mohamed Salah 58' Abdallah El Said | Stade Municipal de Kintélé, Brazzaville Scheidsrechter: Denis Dembélé (CIV) |

|                                                                             |                                               |       |       |                                                                          |
| 13 november Kwalificatie WK 2018 Groep E № 826 «onderlinge duels» 17:00 uur | Egypte                                        | 2 – 0 | Ghana | Borg El Arabstadion, Alexandrië Scheidsrechter: Eric Otogo-Castane (GAB) |
| 13 november Kwalificatie WK 2018 Groep E № 826 «onderlinge duels» 17:00 uur | Mohamed Salah 43' (pen.) Abdallah El Said 86' |       |       | Borg El Arabstadion, Alexandrië Scheidsrechter: Eric Otogo-Castane (GAB) |

### 2017
|                                                                |                   |       |         |                                                                                                |
| 8 januari Vriendschappelijk № 827 «onderlinge duels» 17:00 uur | Egypte            | 1 – 0 | Tunesië | Cairo Stadium, Caïro Toeschouwers: 15.000 Scheidsrechter: Yaqoub Yousef Qasim Al-Hammadi (VAE) |
| 8 januari Vriendschappelijk № 827 «onderlinge duels» 17:00 uur | Marwan Mohsen 90' |       |         | Cairo Stadium, Caïro Toeschouwers: 15.000 Scheidsrechter: Yaqoub Yousef Qasim Al-Hammadi (VAE) |

| Afrikaans kampioenschap voetbal 2017 |
| ------------------------------------ |

|                                                                               |      |       |        |                                                                        |
| 17 januari Afrikaans kampioenschap Groep D № 828 «onderlinge duels» 20:00 uur | Mali | 0 – 0 | Egypte | Stade de Port-Gentil, Port-Gentil Scheidsrechter: Daniel Bennett (RSA) |
| 17 januari Afrikaans kampioenschap Groep D № 828 «onderlinge duels» 20:00 uur |      |       |        | Stade de Port-Gentil, Port-Gentil Scheidsrechter: Daniel Bennett (RSA) |

|                                                                               |                   |       |         |                                                                         |
| 21 januari Afrikaans kampioenschap Groep D № 829 «onderlinge duels» 20:00 uur | Egypte            | 1 – 0 | Oeganda | Stade de Port-Gentil, Port-Gentil Scheidsrechter: Malang Diedhiou (SEN) |
| 21 januari Afrikaans kampioenschap Groep D № 829 «onderlinge duels» 20:00 uur | Abdallah Said 89' |       |         | Stade de Port-Gentil, Port-Gentil Scheidsrechter: Malang Diedhiou (SEN) |

|                                                                               |                   |       |       |                                                                        |
| 25 januari Afrikaans kampioenschap Groep D № 830 «onderlinge duels» 20:00 uur | Egypte            | 1 – 0 | Ghana | Stade de Port-Gentil, Port-Gentil Scheidsrechter: Bakary Gassama (GAM) |
| 25 januari Afrikaans kampioenschap Groep D № 830 «onderlinge duels» 20:00 uur | Mohamed Salah 11' |       |       | Stade de Port-Gentil, Port-Gentil Scheidsrechter: Bakary Gassama (GAM) |

|                                                                                   |             |       |         |                                                                            |
| 29 januari Afrikaans kampioenschap Kwartfinale № 831 «onderlinge duels» 20:00 uur | Egypte      | 1 – 0 | Marokko | Stade de Port-Gentil, Port-Gentil Scheidsrechter: Eric Otogo-Castane (GAB) |
| 29 januari Afrikaans kampioenschap Kwartfinale № 831 «onderlinge duels» 20:00 uur | Kahraba 88' |       |         | Stade de Port-Gentil, Port-Gentil Scheidsrechter: Eric Otogo-Castane (GAB) |

|                                                                                    |                                                                            |              |                                                                  |                                                                  |
| 1 februari Afrikaans kampioenschap Halve finale № 832 «onderlinge duels» 19:00 uur | Burkina Faso                                                               | 1 – 1 (n.v.) | Egypte                                                           | Stade l'Amitié, Libreville Scheidsrechter: Malang Diedhiou (SEN) |
| 1 februari Afrikaans kampioenschap Halve finale № 832 «onderlinge duels» 19:00 uur | Aristide Bancé 73'                                                         |              | 66' Mohamed Salah                                                | Stade l'Amitié, Libreville Scheidsrechter: Malang Diedhiou (SEN) |
| 1 februari Afrikaans kampioenschap Halve finale № 832 «onderlinge duels» 19:00 uur | Strafschoppen                                                              |              |                                                                  | Stade l'Amitié, Libreville Scheidsrechter: Malang Diedhiou (SEN) |
| 1 februari Afrikaans kampioenschap Halve finale № 832 «onderlinge duels» 19:00 uur | Alain Traoré Banou Diawara Steeve Yago Kouakou Hervé Koffi Bertrand Traoré | 3 – 4        | Abdallah Said Ramadan Sobhi Ahmed Hegazy Mohamed Salah Amr Warda | Stade l'Amitié, Libreville Scheidsrechter: Malang Diedhiou (SEN) |

|                                                                              |                    |       |                                           |                                                                |
| 5 februari Afrikaans kampioenschap Finale № 833 «onderlinge duels» 20:00 uur | Egypte             | 1 – 2 | Kameroen                                  | Stade l'Amitié, Libreville Scheidsrechter: Janny Sikazwe (ZAM) |
| 5 februari Afrikaans kampioenschap Finale № 833 «onderlinge duels» 20:00 uur | Mohamed Elneny 22' |       | 60' Nicolas Nkoulou 89' Vincent Aboubakar | Stade l'Amitié, Libreville Scheidsrechter: Janny Sikazwe (ZAM) |

|  |  |  |  |  |  |  |  |  |

|                                                               |                                                    |       |      |                                                                                           |
| 28 maart Vriendschappelijk № 834 «onderlinge duels» 18:00 uur | Egypte                                             | 3 – 0 | Togo | Borg El Arabstadion, Alexandrië Toeschouwers: 10.000 Scheidsrechter: Mohamed Hanafi (EGY) |
| 28 maart Vriendschappelijk № 834 «onderlinge duels» 18:00 uur | Kahraba 49' Ahmed El Sheikh 56' Mohamed Elneny 63' |       |      | Borg El Arabstadion, Alexandrië Toeschouwers: 10.000 Scheidsrechter: Mohamed Hanafi (EGY) |

|                                                             |                    |       |       |                                                                               |
| 13 mei Vriendschappelijk № 835 «onderlinge duels» 16:45 uur | Egypte             | 1 – 0 | Jemen | Caïrostadion, Caïro Toeschouwers: 350 Scheidsrechter: Mahmoud Bassiouni (EGY) |
| 13 mei Vriendschappelijk № 835 «onderlinge duels» 16:45 uur | Hesham Mohamed 33' |       |       | Caïrostadion, Caïro Toeschouwers: 350 Scheidsrechter: Mahmoud Bassiouni (EGY) |

|                                                             |                      |       |       |                                                                                     |
| 5 juni Vriendschappelijk № 836 «onderlinge duels» 21:00 uur | Egypte               | 1 – 0 | Libië | Petro Sportstadion, Caïro Toeschouwers: geen Scheidsrechter: Mahmoud El Banna (EGY) |
| 5 juni Vriendschappelijk № 836 «onderlinge duels» 21:00 uur | Wagih Abdelhakim 65' |       |       | Petro Sportstadion, Caïro Toeschouwers: geen Scheidsrechter: Mahmoud El Banna (EGY) |

|                                                                         |                           |       |        |                                                                          |
| 11 juni Kwalificatie AK 2019 Groep J № 837 «onderlinge duels» 23:00 uur | Tunesië                   | 1 – 0 | Egypte | Stade Olympique de Radès, Radès Scheidsrechter: Bouchaïb El Ahrach (MAR) |
| 11 juni Kwalificatie AK 2019 Groep J № 837 «onderlinge duels» 23:00 uur | Taha Yassine Khenissi 47' |       |        | Stade Olympique de Radès, Radès Scheidsrechter: Bouchaïb El Ahrach (MAR) |

|                                                                             |                   |       |        |                                                                                      |
| 31 augustus Kwalificatie WK 2018 Groep E № 838 «onderlinge duels» 16:00 uur | Oeganda           | 1 – 0 | Egypte | Nationaal stadion, Kampala Toeschouwers: 25.000 Scheidsrechter: Ali Lemghaifry (MTN) |
| 31 augustus Kwalificatie WK 2018 Groep E № 838 «onderlinge duels» 16:00 uur | Emmanuel Okwi 51' |       |        | Nationaal stadion, Kampala Toeschouwers: 25.000 Scheidsrechter: Ali Lemghaifry (MTN) |

|                                                                             |                  |       |         |                                                                                         |
| 5 september Kwalificatie WK 2018 Groep E № 839 «onderlinge duels» 20:00 uur | Egypte           | 1 – 0 | Oeganda | Borg El Arabstadion, Alexandrië Toeschouwers: 60.000 Scheidsrechter: Victor Gomes (RSA) |
| 5 september Kwalificatie WK 2018 Groep E № 839 «onderlinge duels» 20:00 uur | Mohamed Salah 6' |       |         | Borg El Arabstadion, Alexandrië Toeschouwers: 60.000 Scheidsrechter: Victor Gomes (RSA) |

|                                                                           |                                              |       |                         |                                                                                           |
| 8 oktober Kwalificatie WK 2018 Groep E № 840 «onderlinge duels» 19:00 uur | Egypte                                       | 2 – 1 | Congo-Brazzaville       | Borg El Arabstadion, Alexandrië Toeschouwers: 86.000 Scheidsrechter: Bakary Gassama (GAM) |
| 8 oktober Kwalificatie WK 2018 Groep E № 840 «onderlinge duels» 19:00 uur | Mohamed Salah 63' Mohamed Salah 90+5' (pen.) |       | 88' Arnold Bouka Moutou | Borg El Arabstadion, Alexandrië Toeschouwers: 86.000 Scheidsrechter: Bakary Gassama (GAM) |

|                                                                             |                 |       |               |                                                                                                |
| 12 november Kwalificatie WK 2018 Groep E № 841 «onderlinge duels» 15:30 uur | Ghana           | 1 – 1 | Egypte        | Cape Coast Sportstadion, Cape Coast Toeschouwers: 14.000 Scheidsrechter: Malang Diedhiou (SEN) |
| 12 november Kwalificatie WK 2018 Groep E № 841 «onderlinge duels» 15:30 uur | Edwin Gyasi 63' |       | 61' Shikabala | Cape Coast Sportstadion, Cape Coast Toeschouwers: 14.000 Scheidsrechter: Malang Diedhiou (SEN) |

### 2018
|                                                               |                   |       |                                                 |                                                                               |
| 23 maart Vriendschappelijk № 842 «onderlinge duels» 20:45 uur | Egypte            | 1 – 2 | Portugal                                        | Letzigrund, Zürich Toeschouwers: 19.869 Scheidsrechter: Paolo Mazzoleni (ITA) |
| 23 maart Vriendschappelijk № 842 «onderlinge duels» 20:45 uur | Mohamed Salah 56' |       | 90+2' Cristiano Ronaldo 90+4' Cristiano Ronaldo | Letzigrund, Zürich Toeschouwers: 19.869 Scheidsrechter: Paolo Mazzoleni (ITA) |

|                                                               |        |                      |             |                                                                               |
| 27 maart Vriendschappelijk № 843 «onderlinge duels» 20:00 uur | Egypte | 0 – 1                | Griekenland | Letzigrund, Zürich Toeschouwers: 2.000 Scheidsrechter: Adrien Jaccottet (CHE) |
| 27 maart Vriendschappelijk № 843 «onderlinge duels» 20:00 uur |        | 29' Nikolaos Karelis |             | Letzigrund, Zürich Toeschouwers: 2.000 Scheidsrechter: Adrien Jaccottet (CHE) |

|                                                             |                    |       |                  | |
| 25 mei Vriendschappelijk № 844 «onderlinge duels» 21:00 uur | Koeweit            | 1 – 1 | Egypte           | Jaber Al-Ahmad International Stadium, Koeweit Toeschouwers: 23.500 Scheidsrechter: Ovidiu Haţegan (ROU) |
| 25 mei Vriendschappelijk № 844 «onderlinge duels» 21:00 uur | Fahad Al-Ansari 7' |       | 81' Ayman Ashraf | Jaber Al-Ahmad International Stadium, Koeweit Toeschouwers: 23.500 Scheidsrechter: Ovidiu Haţegan (ROU) |

|                                                             |        |       |          |                                                                                            |
| 1 juni Vriendschappelijk № 845 «onderlinge duels» 21:15 uur | Egypte | 0 – 0 | Colombia | Atleti Azzurri d'Italia, Bergamo Toeschouwers: 3.883 Scheidsrechter: Paolo Mazzoleni (ITA) |
| 1 juni Vriendschappelijk № 845 «onderlinge duels» 21:15 uur |        |       |          | Atleti Azzurri d'Italia, Bergamo Toeschouwers: 3.883 Scheidsrechter: Paolo Mazzoleni (ITA) |

|                                                             |                                                           |       |        | |
| 6 juni Vriendschappelijk № 846 «onderlinge duels» 20:45 uur | België                                                    | 3 – 0 | Egypte | Koning Boudewijnstadion, Brussel Toeschouwers: 26.000 Scheidsrechter: Anastasios Sidiropoulos (GRE) |
| 6 juni Vriendschappelijk № 846 «onderlinge duels» 20:45 uur | Romelu Lukaku 27' Eden Hazard 38' Marouane Fellaini 90+2' |       |        | Koning Boudewijnstadion, Brussel Toeschouwers: 26.000 Scheidsrechter: Anastasios Sidiropoulos (GRE) |

|                                                                     |                                                                                                 |       |       |                                                                                              |
| 8 september Kwalificatie AK 2019 № 847 «onderlinge duels» 20:00 uur | Egypte                                                                                          | 6 – 0 | Niger | Borg El Arabstadion, Alexandrië Toeschouwers: 20.000 Scheidsrechter: Maguette N' Diyae (SEN) |
| 8 september Kwalificatie AK 2019 № 847 «onderlinge duels» 20:00 uur | Marwan Mohsen 13' Ayman Ashraf 20' Mohamed Salah 29', 86' Salah Mohsen 73' Mohamed Elneny 90+2' |       |       | Borg El Arabstadion, Alexandrië Toeschouwers: 20.000 Scheidsrechter: Maguette N' Diyae (SEN) |

|                                                                    |                                                                        |       |                          |                                                                                    |
| 12 oktober Kwalificatie AK 2019 № 848 «onderlinge duels» 19:00 uur | Egypte                                                                 | 4 – 1 | Swaziland                | Al-Salamstadion, CaÏro Toeschouwers: 20.000 Scheidsrechter: Louis Hakizimana (RWA) |
| 12 oktober Kwalificatie AK 2019 № 848 «onderlinge duels» 19:00 uur | Ahmed Elmohamady 7' Amr Warda 10' Mahmoud Hassan 29' Mohamed Salah 45' |       | Sibonginkosi Gamedze 85' | Al-Salamstadion, CaÏro Toeschouwers: 20.000 Scheidsrechter: Louis Hakizimana (RWA) |

|                                                                |           |                                    |        |                                                                              |
| 16 oktober Kwalificatie AK 2019 № 849 «onderlinge duels» 15:00 | Swaziland | 0 – 2                              | Egypte | Sportcenter Mavuso, Manzini Scheidsrechter: Mahmood Ali Mahmood Ismali (SUD) |
| 16 oktober Kwalificatie AK 2019 № 849 «onderlinge duels» 15:00 |           | Ahmed Hegazy 19' Marwan Mohsen 53' |        | Sportcenter Mavuso, Manzini Scheidsrechter: Mahmood Ali Mahmood Ismali (SUD) |

|                                                                     |                                                            |       |                     |                                                                                         |
| 16 november Kwalificatie AK 2019 № 850 «onderlinge duels» 18:00 uur | Egypte                                                     | 3 – 2 | Tunesië             | Borg El Arabstadion, Alexandrië Toeschouwers: 25.000 Scheidsrechter: Victor Gomes (RSA) |
| 16 november Kwalificatie AK 2019 № 850 «onderlinge duels» 18:00 uur | Mahmoud Hassan 32' Baher EL Mohamady 60' Mohamed Salah 90' |       | Naïm Sliti 13', 72' | Borg El Arabstadion, Alexandrië Toeschouwers: 25.000 Scheidsrechter: Victor Gomes (RSA) |

| Wereldkampioenschap voetbal 2018 |
| -------------------------------- |

|                                                            |        |                        |         |                                                                                            |
| 15 juni WK 2018 Groep A № 847 «onderlinge duels» 14:00 uur | Egypte | 0 – 1                  | Uruguay | Centraal Stadion, Jekaterinenburg Toeschouwers: 27.015 Scheidsrechter: Björn Kuipers (NED) |
| 15 juni WK 2018 Groep A № 847 «onderlinge duels» 14:00 uur |        | 90' José María Giménez |         | Centraal Stadion, Jekaterinenburg Toeschouwers: 27.015 Scheidsrechter: Björn Kuipers (NED) |

|                                                            |                                                                |       |                          |                                                                                                 |
| 19 juni WK 2018 Groep A № 848 «onderlinge duels» 20:00 uur | Rusland                                                        | 3 – 1 | Egypte                   | Nieuwe Zenitstadion, Sint-Petersburg Toeschouwers: 64.468 Scheidsrechter: Enrique Cáceres (PAR) |
| 19 juni WK 2018 Groep A № 848 «onderlinge duels» 20:00 uur | Ahmed Fathy 47' (e.d.) Denis Tsjerysjev 59' Artjom Dzjoeba 62' |       | 73' (pen.) Mohamed Salah | Nieuwe Zenitstadion, Sint-Petersburg Toeschouwers: 64.468 Scheidsrechter: Enrique Cáceres (PAR) |

|                                                            |                                                     |       |                   |                                                                                     |
| 25 juni WK 2018 Groep A № 849 «onderlinge duels» 16:00 uur | Saoedi-Arabië                                       | 2 – 1 | Egypte            | Volgograd Arena, Wolgograd Toeschouwers: 36.823 Scheidsrechter: Wilmar Roldán (COL) |
| 25 juni WK 2018 Groep A № 849 «onderlinge duels» 16:00 uur | Salman Al-Faraj 45+6' (pen.) Salem Al-Dawsari 90+4' |       | 22' Mohamed Salah | Volgograd Arena, Wolgograd Toeschouwers: 36.823 Scheidsrechter: Wilmar Roldán (COL) |

|  |  |  |  |  |  |  |  |  |

### 2019
|                                                              |                    |       |                    |                                                                                   |
| 23 maart Kwalificatie AK 2019 № «onderlinge duels» 16:30 uur | Niger              | 1 – 1 | Egypte             | Stade Général Seyni Kountché, Niamey Scheidsrechter: Ring Nyer Akech Malong (SSU) |
| 23 maart Kwalificatie AK 2019 № «onderlinge duels» 16:30 uur | Amadou Moutari 82' |       | Mahmoud Hassan 47' | Stade Général Seyni Kountché, Niamey Scheidsrechter: Ring Nyer Akech Malong (SSU) |

|                                                           |                 |       |         |                                                                |
| 26 maart Vriendschappelijk № «onderlinge duels» 18:00 uur | Egypte          | 1 – 0 | Nigeria | Stephen Keshistadion, Asaba Scheidsrechter: Charles Bulu (GHA) |
| 26 maart Vriendschappelijk № «onderlinge duels» 18:00 uur | Paul Onuachu 1' |       |         | Stephen Keshistadion, Asaba Scheidsrechter: Charles Bulu (GHA) |

|                                                          |                      |       |          |                                                                                         |
| 13 juni Vriendschappelijk № «onderlinge duels» 21:00 uur | Egypte               | 1 – 0 | Tanzania | Borg El Arabstadion, Alexandrië Toeschouwers: 10.000 Scheidsrechter: Mohamed Adel (EGY) |
| 13 juni Vriendschappelijk № «onderlinge duels» 21:00 uur | Ahmed Elmohamady 64' |       |          | Borg El Arabstadion, Alexandrië Toeschouwers: 10.000 Scheidsrechter: Mohamed Adel (EGY) |

| Afrikaans kampioenschap 2019 |
| ---------------------------- |

|                                                                             |                    |       |          |                                                                             |
| 21 juni Afrikaans Kampioenschap 2019 Groep A № «onderlinge duels» 22:00 uur | Egypte             | 1 – 0 | Zimbabwe | Cairo Stadium, Caïro Toeschouwers: 73.299 Scheidsrechter: Sidi Alioum (CMR) |
| 21 juni Afrikaans Kampioenschap 2019 Groep A № «onderlinge duels» 22:00 uur | Mahmoud Hassan 41' |       |          | Cairo Stadium, Caïro Toeschouwers: 73.299 Scheidsrechter: Sidi Alioum (CMR) |

|                                                                             |                                        |       |                |                                                                              |
| 26 juni Afrikaans Kampioenschap 2019 Groep A № «onderlinge duels» 22:00 uur | Egypte                                 | 2 – 0 | Congo-Kinshasa | Cairo Stadium, Caïro Toeschouwers: 74.219 Scheidsrechter: Victor Gomes (RSA) |
| 26 juni Afrikaans Kampioenschap 2019 Groep A № «onderlinge duels» 22:00 uur | Ahmed Elmohamady 25' Mohamed Salah 43' |       |                | Cairo Stadium, Caïro Toeschouwers: 74.219 Scheidsrechter: Victor Gomes (RSA) |

|                                                             |                 |       |          |                                                                           |
| 14 oktober Vriendschappelijk № «onderlinge duels» 19:00 uur | Egypte          | 1 – 0 | Botswana | Borg El Arabstadion, Alexandrië Scheidsrechter: Ibrahim Nour El Din (EGY) |
| 14 oktober Vriendschappelijk № «onderlinge duels» 19:00 uur | Hamdy Fathy 74' |       |          | Borg El Arabstadion, Alexandrië Scheidsrechter: Ibrahim Nour El Din (EGY) |

|                                                             |                 |       |         |                                                                         |
| 7 november Vriendschappelijk № «onderlinge duels» 18:00 uur | Egypte          | 1 – 0 | Liberia | Borg El Arabstadion, Alexandrië Scheidsrechter: Ahmed El Ghandour (EGY) |
| 7 november Vriendschappelijk № «onderlinge duels» 18:00 uur | Hamdy Fathy 84' |       |         | Borg El Arabstadion, Alexandrië Scheidsrechter: Ahmed El Ghandour (EGY) |

EFA · A-internationals · Selecties · Bondscoaches · Egyptisch vrouwenelftal · Olympisch elftal · Egypte U21 · Egypte U20 · Egypte U19 · Egypte U18 · Egypte U17
1920 – 1929 · 
1930 – 1939 · 
1940 – 1949 · 
1950 – 1959 · 
1960 – 1969 · 
1970 – 1979 · 
1980 – 1989 · 
1990 – 1999 · 
2000 – 2009 · 
2010 – 2019 ·
2020 − 2029
WK 1934 · 
WK 1990 · 
WK 2018
OS 1924 · 
OS 1928 · 
OS 1936 · 
OS 1948 · 
OS 1952 · 
OS 1960 · 
OS 1964 · 
OS 1968 · 
OS 1992 · 
OS 2012 · 
OS 2020
1920 · 
1921–1923 · 
1924 · 
1925–1927 · 
1928 · 
1929–1931 · 
1932 · 
1933 · 
1934 · 
1935 · 
1936 · 
1937–1947 · 
1948 · 
1949 · 
1950 · 
1952 · 
1952 · 
1953 · 
1954 · 
1955 · 
1956 · 
1957 · 
1958 · 
1959 · 
1960 · 
1961 · 
1962 · 
1963 · 
1964 · 
1965 · 
1966 · 
1967 · 
1968 · 
1969 · 
1970 · 
1971 · 
1972 · 
1973 · 
1974 · 
1975 · 
1976 · 
1977 · 
1978 · 
1979 · 
1980 · 
1981 · 
1982 · 
1983 · 
1984 · 
1985 · 
1986 · 
1987 · 
1988 · 
1989 · 
1990 · 
1991 · 
1992 · 
1993 · 
1994 · 
1995 · 
1996 · 
1997 · 
1998 · 
1999 · 
2000 · 
2001 · 
2002 · 
2003 · 
2004 · 
2005 · 
2006 · 
2007 · 
2008 · 
2009 · 
2010 · 
2011 · 
2012 ·
2013 ·
2014 ·
2015 ·
2016 ·
2017 ·
2018 ·
2019 ·
2020 ·
2021 ·
2022 ·
2023 ·
2024
Algerije ·
Angola ·
Argentinië ·
Australië ·
Bahrein ·
België ·
Benin ·
Bolivia ·
Bosnië en Herzegovina ·
Botswana ·
Brazilië ·
Bulgarije ·
Burkina Faso ·
Burundi ·
Canada ·
Centraal-Afrikaanse Republiek ·
Chili ·
China ·
Colombia ·
Comoren ·
Congo-Brazzaville ·
Congo-Kinshasa ·
DDR ·
Denemarken ·
Djibouti ·
Duitsland ·
Engeland ·
Equatoriaal-Guinea ·
Estland ·
Ethiopië ·
Finland ·
Frankrijk ·
Gabon ·
Georgië ·
Ghana ·
Griekenland ·
Guinee ·
Guinee-Bissau ·
Hongarije ·
Ierland ·
Indonesië ·
Irak ·
Iran ·
Italië ·
Ivoorkust ·
Jamaica ·
Japan ·
Jemen ·
Joegoslavië ·
Jordanië ·
Kaapverdië ·
Kameroen ·
Kenia ·
Koeweit ·
Kroatië ·
Libanon ·
Liberia ·
Libië ·
Litouwen ·
Luxemburg ·
Madagaskar ·
Malawi ·
Mali ·
Malta ·
Marokko ·
Mauritanië ·
Mauritius ·
Mexico ·
Mozambique ·
Namibië ·
Nederland ·
Nieuw-Zeeland ·
Niger ·
Nigeria ·
Noord-Korea ·
Noord-Macedonië ·
Noorwegen ·
Oeganda ·
Oman ·
Oostenrijk ·
Palestina ·
Polen ·
Portugal ·
Qatar ·
Roemenië ·
Rusland ·
Rwanda ·
Saoedi-Arabië ·
Schotland ·
Senegal ·
Sierra Leone ·
Slowakije ·
Soedan ·
Somalië ·
Spanje ·
Swaziland ·
Syrië ·
Tanzania ·
Thailand ·
Togo ·
Trinidad en Tobago ·
Tsjaad ·
Tsjecho-Slowakije ·
Tunesië ·
Turkije ·
Uruguay ·
Verenigde Arabische Emiraten ·
Verenigde Staten ·
Wit-Rusland ·
Zambia ·
Zimbabwe ·
Zuid-Afrika ·
Zuid-Jemen ·
Zuid-Korea ·
Zuid-Soedan ·
Zweden ·
Zwitserland
Kameroen (2017) ·
Rusland (2018) ·
Saoedi-Arabië (2018) ·
Uruguay (2018)
AFC-zone: Afghanistan · Australië · Bahrein · Bangladesh · Bhutan · Brunei · Cambodja · China · Chinees Taipei · Filipijnen · Guam · Hongkong · India · Indonesië · Iran · Irak · Japan · Jemen · Jordanië · Koeweit · Kirgizië · Laos · Libanon · Macau · Maleisië · Maldiven · Mongolië · Myanmar · Nepal · Noord-Korea · Oezbekistan · Oman · Oost-Timor · Pakistan · Palestina · Qatar · Saoedi-Arabië · Singapore · Sri Lanka · Syrië · Tadjikistan · Thailand · Turkmenistan · Verenigde Arabische Emiraten · Vietnam · Zuid-Korea

CAF-zone: Algerije · Angola · Benin · Botswana · Burkina Faso · Burundi · Centraal-Afrikaanse Republiek · Comoren · Congo-Brazzaville · Congo-Kinshasa · Djibouti · Egypte · Equatoriaal-Guinea · Eritrea · Ethiopië · Gabon · Gambia · Ghana · Guinee · Guinee-Bissau · Ivoorkust · Kaapverdië · Kameroen · Kenia · Lesotho · Liberia · Libië · Madagaskar · Malawi · Mali · Mauritanië · Mauritius · Marokko · Mozambique · Namibië · Niger · Nigeria · Oeganda · Rwanda · Sao Tomé en Principe · Senegal · Seychellen · Sierra Leone · Soedan · Somalië · Swaziland · Tanzania · Togo · Tsjaad · Tunesië · Zambia · Zimbabwe · Zuid-Afrika · Zuid-Soedan 

CONCACAF-zone: Amerikaanse Maagdeneilanden · Anguilla · Antigua en Barbuda · Aruba · Bahama's · Barbados · Belize · Bermuda · Britse Maagdeneilanden · Canada · Kaaimaneilanden · Costa Rica · Cuba · Curaçao · Dominica · Dominicaanse Republiek · El Salvador · Frans Guyana · Grenada · Guadeloupe · Guatemala · Guyana · Haïti · Honduras · Jamaica · Martinique · Mexico · Montserrat · 
Nicaragua · Panama · Puerto Rico · Saint Kitts en Nevis · Saint Lucia · Saint Vincent en de Grenadines · Sint Maarten · Suriname · Trinidad en Tobago · Turks- en Caicoseilanden · Verenigde Staten

CONMEBOL-zone: Argentinië · Bolivia · Brazilië · Chili · Colombia · Ecuador · Paraguay · Peru · Uruguay · Venezuela

OFC-zone: Amerikaans-Samoa · Cookeilanden · Fiji · Nieuw-Caledonië · Nieuw-Zeeland · Papoea-Nieuw-Guinea · Samoa · Salomoneilanden · Tahiti · Tonga · Vanuatu

UEFA-zone: Albanië · Andorra · Armenië · Azerbeidzjan · België · Bosnië en Herzegovina · Bulgarije · Cyprus · Denemarken · Duitsland · Engeland · Estland · Faeröer · Finland · Frankrijk · Georgië · Gibraltar · Griekenland · Hongarije · IJsland · Ierland · Israël · Italië · Kazachstan · Kosovo · Kroatië · Letland · Liechtenstein · Litouwen · Luxemburg · Macedonië · Malta · Moldavië · Montenegro · Nederland · Noord-Ierland · Noorwegen · Oekraïne · Oostenrijk · Polen · Portugal · Roemenië · Rusland · San Marino · Schotland · Servië · Slovenië · Slowakije · Spanje · Tsjechië · Turkije · Wales · Wit-Rusland · Zweden · Zwitserland